# Радмиловац
Радмиловац је приградско насеље Београда и огледна фарма Пољопривредног факултета Универзитета у Београду. Налази се у београдској општини Гроцка. Познат је и по истоименом хотелу.

## Локација
Радмиловац је најзападнији продужетак београдског приградског насеља Винча (са којим не остварује било какве урбане везе), на самој граници са суседним Лештанима. Налази се северно од Смедеревског пута, који повезује Београд и град Смедерево. Налази се 14 километара североисточно од центра Београда, између Винче и Калуђерице, а Лештане се налазе преко пута Смедервског пута. Одмах иза насеља налази се Институт за нуклеарне науке Винча.

## Фарма

### Историја
Огледно пољопривредно газдинство Радмиловац, одељење Пољопривредног факултета у Београду, првобитно је језгро насеља. Фарма је настала на земљишту које је Факултету завештао индустријалац, посланик и судија Милан Вукићевић 1941. године, након своје смрти. Вукићевић је са сеоског имања напустио практичну наставу из свих врста пољопривреде. Првобитно је купио 39 ha (96 acres) из општина Винча и Калуђерица. Имање је већ имало неколико зграда. У једном делу управне зграде налази се музеј „Радмиловац“, посвећен Вукићевићу.
Миланова супруга Радмила Вукићевић била је прва управница салаша од 1941. до 1945. године, када је и она умрла. Године 1947. салаш је у њену част назван Радмиловац. Убрзо, 1947. године факултет је преузео фарму, због Другог светског рата и последица послератних дешавања у новоформираној држави. После Другог светског рата земљиште је национализовано, шездесетих година 20. века је враћено факултету, поново одузето од стране државе и предато предузећу ПКБ, главном пољопривредном снабдевачу београдског тржишта. Крајем осамдесетих година 20. века фарма је коначно поново враћена факултету. Реконструкција и проширење фарме започето је 2006. године, са новим малим рибњацима и пројектованим халама и наткривеним површинама.

### Карактеристике
Данас се фарма, углавном позната по воћњацима, простире на површини од 86 хектара.

#### Пољопривреда
Обрадиво земљиште заузима 10 хектара и обухвата неколико великих пластеника.

#### Пиво
У неолитској кући на оближњем археолошком налазишту у Винчи откривена је керамичка посуда са малим рупицама на унутрашњој страни. Откривен касних 2010-их, датован је у 5.000 година пре нове ере, а трагови на артефакту су указивали на алкохолну ферментацију. Унутар исте куће откривена је и велика количина житарица. Археолози са локалитета и археоботаничари са Универзитета Масачусетс Бостон извели су експеримент у Радмиловцу. Засадили су древне сорте пшенице и јечма, а потом од житарица произвели благо алкохолно „неолитско пиво“, налик бози.

#### Воће
Воћњаци се простиру на 15 хектара и насељени су јабукама, шљивама, бресквама и крушкама, укључујући и једну сорту брескве створену овде. Дрвеће се сади другачије од уобичајеног, са мањим размаком између њих, само један метар (до 3.000 садница по хектару). Између стабала поставља се противградна мрежа и уводи систем за наводњавање кап по кап. Један део воћњака је резервисан за старе локалне и нове светске сорте, укључујући стотине јединствених брендова воћа. Овде се производе светски познате врсте ракија.

#### Виногради
Виногради се простиру на 13 хектара. Фарма је развила 23 нове сорте грожђа, 15 стоних и 8 винских сорти. Принос варира од 35 до 60 тона годишње, од чега се производи 20 тона међународно признатих брендова вина.
Кућа и припадајућа лоза у Господској улици 4 у удаљеном делу Земуна су законом заштићени. Винова лоза је засађена око 1910. Црвене је сорте грожђа, тачније Розета (Seibel 1000), или, како је у Србији зову, Француз. У народу названа Земунка, винова лоза је и даље витална, шири се и доноси плодове. Пољопривредни факултет је прегледао његово грожђе. Француски хибрид је настао после 1860. године. Француске сорте су калемљене на америчке сорте након што је масовна епидемија филоксере изазвала велику француску винску гљивицу, која је заправо уништила винограде у целој Европи. Сорта Seibel 1000 стигла је у Србију 1903. године. У Радмиловцу је пресађено 30-ак чокота. Одатле се грожђе меша са оним из Земуна и добијају се огледна вина. Калеми земунке пресађени су у још неколико винограда у Србији, укуључујући и виноград на Опленцу.

#### Пчеларство
На фарми се налази и банка гена пчела и 40 кошница. Производе неколико различитих врста меда: скакавчев, цветни, сунцокретов, вишецветни („ливадни“). Радозналост је назив меда произведеног од софоре („јапански багрем“).

#### Рибњак
Центар за рибарство и примењену хидробиологију заузима 5 хектара. Некада је кроз салаш текао поток Шеварице. Добијао је отпадне воде из суседних насеља и био је толико загађен да је добио име Шугавац. Под земљом је спроведен у канализацију и уместо у вештачки кратки чисти поток, назван „Мали Дунав“. Ископани су бунари за воду и поново створена мочвара око потока. Дугачка је 1,5 километара и представља минијатурни приказ целог тока Дунава, од Шварцвалда до Црног мора, укључујући острва, полуострва, брда, планине и равнице. Мали Дунав је насељен са 40 врста риба, а уз његове обале су засађене биљке, а рибе и биљке су карактеристичне за „Велики“ Дунав, који тече са друге стране брда иза фарме.
У овом делу простора је направљен о низ рибњака. Главне врсте су шаран и пастрмка . Унутар Центра налази се 40 акваријума са бројним врстама риба: мрена, главатица, поточна пастрмка, обична гавчица, јегуља, златна рибица Мргуда, блаторица, плотица, деверика, велшки сом, смућ и штука, али и генетски мешовита рибља популација. Акваријуми су украшени репликама скулптура са Лепенског Вира. Дозвољен је риболов шарана и сома. Један део је претворен у ботаничку водену башту са 40 врста водених биљака и 30 врста птица (15 врста патака, 5 врста гусака, златнокрилих утви, лабудова, црних лабудова и паунова) који лутају између бара. У једној бари је изграђено мало вештачко острво („минијатурно Велико ратно острво“) и на њему изграђена рибарска кућа до које се може доћи пешачењем преко кратког висећег моста. У кући су изложени стари алати које су користили рибари, као и макета тикваре, старог типа рибарског чамца.

## Хотел
Хотел „Радмиловац” отворен је 9. октобра 1989. године. Убрзо је постао популарно место, посебно због свог ресторана. Иако није простором велики хотел, временом су га често посећивали Добрица Ћосић, Момо Капор, Владимир Цветковић, Драган Кићановић, Драган Џајић, Немања Видић, Здравко Чолић, али су угостили и Армана Асантеа, Бернија Еклстона и друге. Због правних проблема са пребегом румунско-српског фудбалера Миодрага Белодедића у Београд и ФК Црвена звезда, екипа је организовала његов боравак у „Радмиловцу”, због локације хотела ван града. Такође, на путу ка освајању Интерконтиненталног купа 1991. године, у хотелу су између утакмица боравили и репрезентативци Црвене звезде Београд. По повратку у Србију, принц Томислав од Југославије једно време је живео у „Радмиловцу“. Укупно је пет принчева из некадашње краљевске породице провело неко време у хотелу, међу којима и принц Владимир Карађорђевић.
У хотелу су организовани бројни симпозијуми, било политички, спортски или стручни. Једно време је било у моди да се у „Радмиловцу” организују свадбе, укључујући и оне које је за ћерку организовао премијер Србије Драгутин Зеленовић, као и венчање Клаудија Дел Монака и Драгане Југовић дел Монако. У простору је годинама одржавана ликовна колонија и као резултат је изложено 120 радова Раше Тркуље, Данице Басте, Моме Антоновића, Васе Доловачког, Драгана Стојкова, и других.

## Насеље
Радмиловац је мало, искључиво стамбено насеље од неколико десетина кућа које се налазе око хотела. Развио се на брду изнад фарме, почевши од касних 1970-их, а данас има популацију од 500 људи.